# 2015年1月

## 1月1日
財經
- 立陶宛正式加入歐元區。[1]

政治
- 成功連任的巴西總統迪爾瑪·羅塞夫宣誓就職。[2]

外交

## 1月2日
災難事故
- 亞洲航空墜機今日搜尋進度為已找到30具遺體，部分遺體仍綁在椅上；來自法國的搜救隊伍，今日開始加入找尋黑盒子的下落[3]。
- 哈尔滨仓库火灾及其导致的楼房倒塌，共计5名消防员牺牲，14人受伤。[4]

外交
- 美國政府向北韓實施新一輪的制裁。此舉被視為與北韓於2014年12月懷疑向索尼影業發動網路攻擊和入侵其內部網絡有關。[5]

## 1月3日
武裝衝突
- 博科聖地武裝分子攻佔了尼日利亞博爾諾州巴嘎一個軍事基地。[6]

## 1月4日

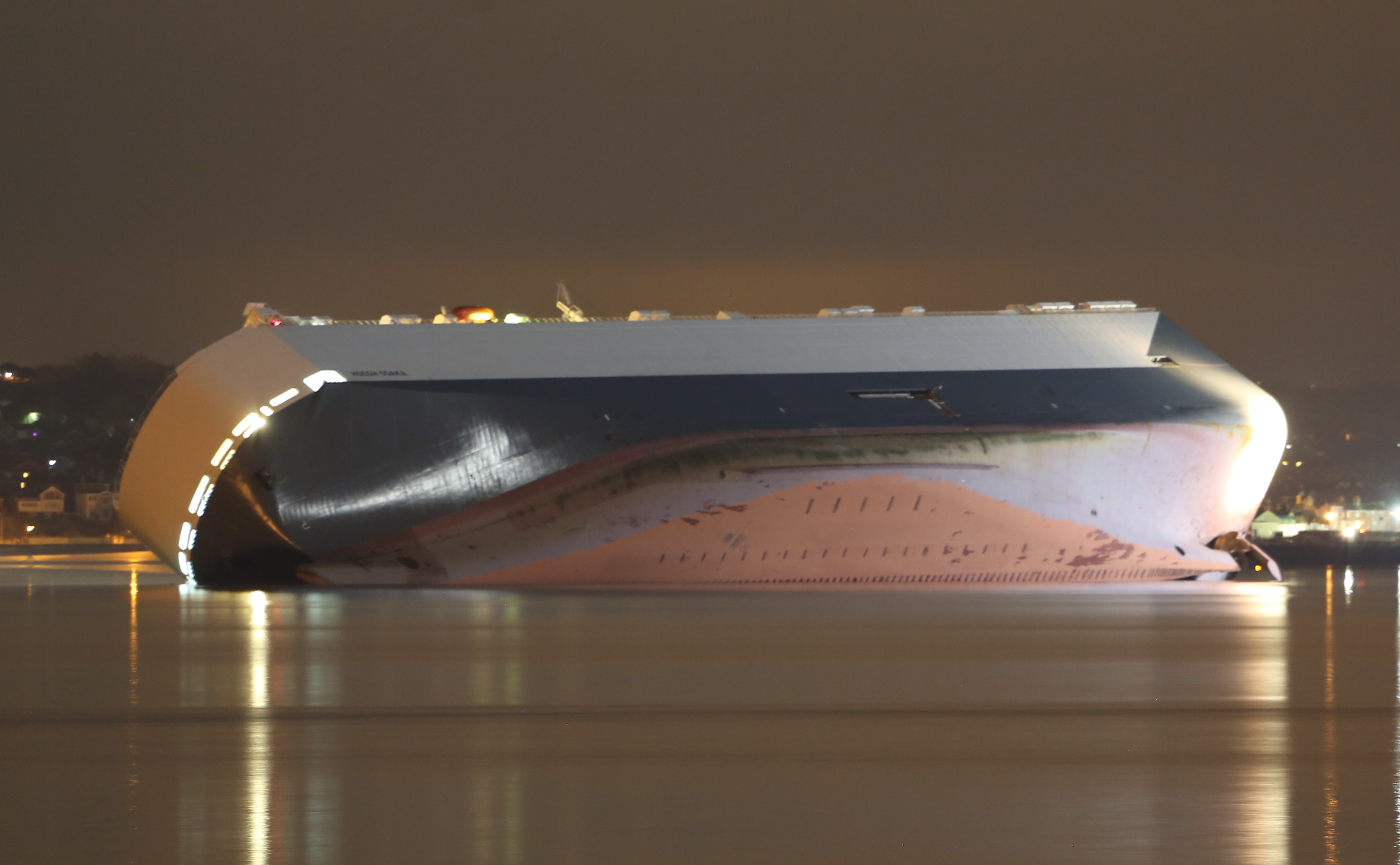
Höegh Osaka，2015年1月4日翻覆時照片

- 一艘新加坡籍汽車運載船（Car carriers）MV礼诺大阪（英语：MV Höegh Osaka）今日在英國威特島附近海域擱淺，25名船員已由英國海岸警備隊（英语：Her Majesty's Coastguard）救起。[7]
- 中国长江的葛洲坝出现了裂缝，正在进行应急抢修。[8]
- 教宗方濟各冊封二十位樞機，其中緬甸、東加和佛得角首次有主教獲封樞機。[9]

## 1月5日
- 中華民國法務部宣布核准前總統陳水扁的保外就醫，他將從監獄被釋放回家療養一個月。[10]
- 大韓民國政府證實，已決定在3月時將約60具於朝鲜战争時死亡的中国人民解放军士兵遺骸交回中華人民共和國，這是稍早前雙方會談時達成協議的一部份。[11]
- 印尼政府宣布，將亞航空難當天值勤的部分官員予以調職處分。印尼海軍也發現了疑似機尾的飛機殘骸，而機尾通常是黑盒子的所在處[12]，初步調查失事原因之一是亞航未經許可「偷飛」[13]。
- 中国外交部证实，一名军人越境杀害4名中国人，该犯罪嫌疑人已经落网。[14]
- 中国外交部就台灣在美國升起青天白日滿地紅旗一事向美國抗議[15]，1月6日，美國國務院對此表示「事前不知情」，台灣的作法不符合美國政策，美國政府仍會遵守《三個公報》和《台灣關係法》[16][17]。
- 愛國歐洲人反對西方伊斯蘭化（PEGIDA）在德國德累斯顿發起遊行，有18000人參加。[18]
- 一支來自捷克的考古隊伍在埃及發現了一座以往未知的王后墓，該墓被命名為「肯塔卡薇斯三世（英语：Khentakawess III）墓」。肯塔卡薇斯三世是兰尼弗雷夫的妻子，门卡霍尔的母親[19]。

## 1月6日
- 由於世界三大經濟體美國、中國、歐盟今年表現預測仍將持續不振，原油供過於求，西德州原油1月5日收盤價一度戲劇性跌破50美元[20]，油價狂跌也導致美國部分能源公司可能面臨破產，全球主要股市1月6日多以重挫作收[21]。
- 日本防衛省今日透露2015年度的國防費將比去（2014）年增加2%，達到4兆9800億日圓，為連續第3年提高。增加的主要目的仍是加強琉球群島的防衛，以因應可能來自中國的威脅[22]。
- 美國就臺灣在雙橡園升旗一事，續發表七點聲明。美方認為臺灣此舉已經傷害了台美互信。駐美代表沈呂巡說美方「知道與諒解」是和事實相反的。美方已收到中國的正式外交照會，但這次美方不會有後續動作[23]。
- 2015年伊斯坦布尔自杀式炸弹袭击：一名来自来自达吉斯坦的女子在土耳其伊斯坦布尔市中心苏丹艾哈迈德地区蓝色清真寺和圣索菲亚大教堂附近的一个警察站引爆了身上的炸弹背心，造成包括她在内的两人死亡，一人受伤。[24][25]

## 1月7日
恐怖襲擊
- 也门首都萨那一間警察學院外發生汽車炸彈爆炸，造成至少37人死亡，66人受伤。[26] 另有报道证实至少造成150人伤亡。[27]
- 曾經刊登讽刺伊斯兰教先知穆罕默德漫画的法國杂志《查理周刊》在巴黎的总部遭遇恐怖袭击事件，至少12人死亡和多人受伤。[28]

## 1月8日
選舉
- 2015年斯里蘭卡總統選舉進行投票。[29]

## 1月9日
- 尼日利亚极端组织“博科圣地”在该国博尔诺州进行了大屠杀，死亡人数超过2000。[30]

體育
- 2015年亞洲盃足球賽於澳大利亞舉行。[31]

法國恐怖襲擊
- 涉及查理周刊總部槍擊案的兩名在逃疑犯被法國警方擊斃。[32]
- 阿富汗乌鲁兹甘省有數百人遊行，讚揚查理周刊總部槍擊案的兇徒。[33]

## 1月10日
政治
- 瑞典斯德哥爾摩大學宣布將於1月30日關閉校內的孔子學院[34]。
- 中國新疆维吾尔自治区人民代表大会常务委员会批准《乌鲁木齐市公共场所禁止穿戴蒙面罩袍的规定》。[35]

災害事故
- 南韓議政府市當地時間上午9點25分左右，一處公寓大樓發生大火，已知3人死亡，5人命危，97人受傷[36]。

中毒
- 莫桑比克有多人飲下懷疑含有鱷魚膽汁的家釀啤酒後中毒，至少72人死亡，該國政府於1月11日宣佈全國哀悼三日。另一方面，有人質疑鱷魚膽汁引致中毒的說法。[37][38]

宇宙航太
- 美國太空探索科技公司進行回收獵鷹9號運載火箭中第一節火箭試驗因火箭在海上浮動平台硬著陸失敗，該公司表示將分析所蒐集的資料以進行後續試驗[39]。

## 1月11日
- 大韓民國國防部官員表示，將對第9潜艇战团進行整編，預定在2月1日成立新的潜艇司令部。新的司令部位階將等同第1，2，3艦隊，指揮官一名少將[40]。
- 台灣的養鴨場與養鵝場驗出了新變種的H5N2（英语：Influenza A virus subtype H5N2）禽流感病毒，此新變種的H5N2為世界首例[41]。
- 巴基斯坦的卡拉奇附近，於當地時間11日凌晨，發生了一起巴士與油罐车對撞的事故。兩車對撞後引發大火，已知57人被活活燒死，油罐车司機則趁亂脫逃[42]。
- 印尼交通部宣佈，已發現亞航空難的黑盒子[43]。
- 法國各地城市舉辦了反恐大遊行[44]。
- 克羅地亞總統選舉進行第二輪投票，反對派候選人科琳達·格拉巴爾-基塔羅維奇以輕微過半票數當選。[45]

## 1月12日
- 中国新疆疏勒县，6名持有爆炸物的恐怖袭击嫌疑人企图在集市中引爆前被警察击毙。[46]
- 香港壹传媒大楼以及壹传媒创办人黎智英的住宅遭遇燃烧物和汽油弹袭击。[47]
- 博科聖地武裝分子攻擊喀麥隆Kolofata的一個軍事基地，被喀麥隆軍隊擊退，軍方宣稱打死143名武裝分子，己方有一名士兵陣亡。外界有人質疑軍方公佈的傷亡數字，認為雙方相對損失過於一面倒。[48]
- 乌克兰前总统亚努科维奇以及前总理阿扎罗夫、前财政部长科洛博夫等因为涉嫌贪污，挪用公共财产等被国际刑警组织全球红色通缉。[49]
- 在伊拉克摩蘇爾，13名年輕人因為在電視觀看2015年亞洲盃足球賽伊拉克對約旦的比賽，被伊斯蘭國逮捕處死。[50]
- 在亚美尼亚久姆里，一名俄罗斯士兵潜入民居企图偷窃时被人发现，便开枪杀害全家。[51]

## 1月14日
- 本年度第一號颱風米克拉（Mekkhala，泰文原意為當地神話的海洋、雷電女神）於今日生成。[52]
- 基地組織在也门的分支今日出面聲稱查理周刊總部槍擊案是他們指使的，並預告將再發動恐怖攻擊[53]，同時法國警方正在追查槍擊案第4名嫌犯的下落[54]。
- 博科聖地武裝分子攻擊尼日利亞博爾諾州城鎮比烏，被政府軍擊退，武裝分子有至少17人被殺，5人被捕。[55]
- 中国男子足球队在亚洲杯上两战全胜，提前进入四分之一决赛。[56]
- 中國共產黨第十五屆中央政治委員，書記處書記，中央原軍委副主席張萬年將軍逝世，享年87歲。

## 1月15日
；外汇
- 瑞士央行宣布放弃瑞士法郎兑欧元1.2的下限。

國際政治
- 美國國務院就中國單方面宣布劃設的新航路相當靠近台北飛航情報區，台灣表示反對一事表示，美國鼓勵中國參與協商。[57]

反恐
- 比利時警方於當地時間下午5時45分左右，在韦尔维耶和恐怖份子爆發槍戰，已知有2名嫌犯被擊斃[58][59]。

災害事故
- 中国长江江苏省福北水道发生拖船沉没事故，船上有25名船员，还有22人失踪。[60]
- 中国广西崇左市宁明县德华街新宁超市附近的夜市摊位发生煤气爆炸事故，已经导致6人遇难和19人受伤。[61]

環境生態
- 美國國家海洋暨大氣總署報告指出，2014年地球地表和海洋表面溫度為自1880年起有記錄以來最高的[62]。

## 1月16日
宇宙航太
- 美國國家航空暨太空總署噴射推進實驗室宣佈由火星偵察軌道器拍攝的影像中找到失蹤的小獵犬2號太空飛行器。照片中顯示小獵犬2號成功著陸但太陽能板未全部展開，因通信天線在太陽能板下面，故歐洲太空總署無法和小獵犬2號建立通訊[63][64]。

科技
- Google宣佈1月20日起停售現行Google眼鏡[65]。

名人
- 中國內地著名歌手姚貝娜因乳腺癌復發導致器官衰竭在下午4時55分在深圳市北京大學深圳醫院逝世，享年33歲。

## 1月17日
體育
- 2015年非洲國家盃於赤道幾內亞舉行。[66]

## 1月18日
- 缅甸北部的克钦邦再度交火，政府军与地方武装互有伤亡，媒体报道有大量中国人被困在交战地区，中国驻缅甸使馆正在核实。[67]

## 1月19日
- 葉門什葉派叛軍今日已包圍首都萨那，並攻入總統府。在當地時間傍晚達成停火協議後清點，有9人死亡90人受傷[68]。

## 1月20日
- 伊斯蘭國武裝分子在YouTube上傳了一部新的视频，威脅日本若不在72小時內交出2億美金贖款，將要殺害2名日本人質[69]。內閣官房長官表示，人質生命第一，但日本不向恐怖主義屈服[70]。
- 葉門新聞部長（information minister）Nadia Sakkaf在推特稱，葉門什葉派叛軍於當地時間今日下午3時左右的停火協議期間砲擊總統官邸[71]。
- 新加坡《海峽時報》報道，中國公民高兵（譯音）因在2014年8月21日以黑色記號筆在新加坡地鐵高架橋柱上非法書寫“法輪大法好，中國共產黨就要滅亡，退黨保平安”等法輪功宣傳標語，被法院判處監禁兩個月及鞭刑六記。
- 博科圣地的头目阿布巴卡爾·謝考宣称对发生于1月初的巴加大屠杀负责。[72]

災難事故
- 台灣桃園市新屋區中興北路亞洲保齡球館，當地時間上午2時發生火災，因閃燃發生崩塌造成6名消防員殉職。[73]

## 1月21日
- 上海市公布12·31外滩拥挤踩踏事件调查报告，黄浦区政府和相关部门对这起事件负有不可推卸的责任。[74]
- 博科聖地今日坦承1月3日的大屠殺是他們幹的，並稱是奉真主安拉的旨意，他們說殺了兩千多人[75]。

## 1月22日
- 葉門什葉派叛軍已與總統簽下權力分享協議，但總統仍被軟禁中；同時，總統阿卜杜拉布·曼苏尔·哈迪與總理哈立德·巴哈相繼宣布辭職下台[76]，並內閣總辭[77]。
- 沙特的阿卜杜拉国王去世，享年90岁，王储萨勒曼即位，并宣布穆克林为新王储。[78]
- 歐洲中央銀行宣佈量化寬鬆計劃，自3月起買債共1.14萬億歐元，為期18個月。明報（页面存档备份，存于）

## 1月23日
- 最高检今年组建反贪污贿赂总局。
- 中国研究石头剪刀布获胜法，荣获麻省理工大奖。
- 泰国国会今日通過對英樂·欽那瓦的彈劾案[79]。
- 葉門首都萨那今日發生連環爆炸案，疑似叛軍領導層的住家被炸毀，象徵葉門未來可能一分為三：叛軍、基地组织與南方獨立勢力[80]。

## 1月25日
- 博科聖地武裝分子進攻尼日利亞博爾諾州首府邁杜古里，武裝分子與守軍總計有超過200人陣亡。[81]
- 希腊议会于25日提前大选。[82]左翼联盟赢得大选，成为议会第一政党。而总理萨马拉斯承认落败。[83]
- 也门总统哈迪收回辞呈，将继续担任国家总统。[84]
- 巴基斯坦全国因为反对派袭击而大规模停电。[85]
- 中国大陆的中央和国家机关公车拍卖首次进行。首批106辆全部成交。[86]

## 1月27日
- 波兰在奥斯威辛集中营举行其解放70周年纪念活动，德国总理默克尔等参加。俄罗斯总统普京未出席活动。[87]

- 俄罗斯主权债务评级被评级机构标准普尔下调至BB+，被称为“垃圾”级别，俄罗斯债务可能违约。[88]

- 一股强烈的暴风雪袭击美国东北部，多个州进入紧急状态。[89]